# Marriott International

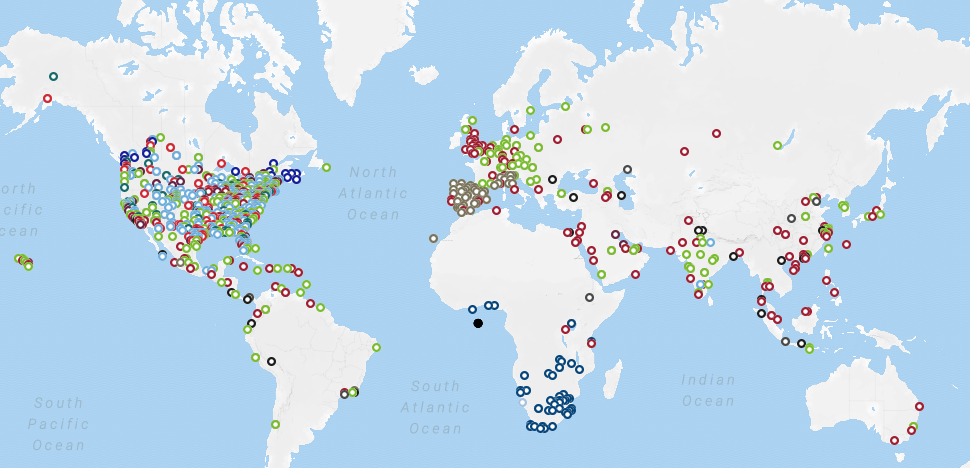
Tous les hôtels Marriott International ([https://traveler.sharemap.org/Marriott_Hotels#V828 carte interactive)

Marriott International, Inc. est un groupe hôtelier américain fondé en 1993. Il est spécialisé dans l'hôtellerie de luxe.
Le groupe contrôle des marques comme Marriott, Sheraton, St. Regis, Renaissance, W Hotels, Le Méridien, The Ritz-Carlton, Bvlgari et Autograph Collection (en).
En 2022, près de 2053 établissements hôteliers opèrent sous ses différentes marques.
Le groupe réalise 80% de son chiffre d'affaires en Amérique du Nord.
Son siège se trouve à Bethesda dans le Maryland.

## Histoire
Marriott International a été créé en 1993, à la suite de la division de Marriott Corporation en deux compagnies (l'autre entreprise créée s'est d’abord appelée Host Marriott Corporation, aujourd’hui Host Hotels & Resorts).
En mars 1995, Marriott International acquiert 49 % de la chaîne Ritz-Carlton. En 1998, Marriott fait passer sa participation dans l'entreprise à 99 %. Depuis, elle est l’une de ses principales filiales[réf. nécessaire].
En 2002, CTF Hotel Holdings Inc, une société propriétaire d'un hôtel à Hong Kong géré par l’entreprise Marriott, a poursuivi Marriott en justice, alléguant que Marriott s'était livrée à des actes d'extorsion et de corruption. Selon ces allégations, Marriott aurait reçu des services de la part de la société Moloy, qui agissait en tant que fournisseur de services audiovisuels, et assuré la comptabilité en partie double, et aurait payé grassement Moloy, tout en empochant la différence d'un montant de 1,7 million de dollars. Marriott a dû restituer l'argent à CTF Hotel. En outre, CTF Hotel a accusé Marriott d'avoir accepté des pots-de-vin de la part de fournisseurs.
En 2003, le propriétaire de l’hôtel Town Hotels, exploité par la société Marriott, a poursuivi celle-ci pour rupture de contrat, manquement à l'obligation de loyauté, négligence et fraude. Marriott était accusé d'avoir violé la loi de Virginie-Occidentale en concluant avec la chaîne hôtelière Avendra, un contrat de sous-traitance de fournitures pour l'hôtel Town Hotels en contrepartie de « frais de chantage à la protection[Quoi ?] », alors qu'une clause contractuelle interdisait à Marriott de tirer profit d'un tel contrat, à l'exception des frais de gestion qu’elle était autorisée à percevoir.
En 2013, les propriétaires de Madison 92nd Street Associates LLC, qui avaient signé un contrat avec la société Marriott pour qu’elle s’occupe de la gestion de l'hôtel, ont poursuivi Marriott pour la somme de 400 millions de dollars, alléguant que Marriott avait manipulé le syndicat des travailleurs. Selon eux, Marriott et le comité des travailleurs avaient convenu que les travailleurs puissent se syndiquer dans l'hôtel appartenant à Madison à condition de ne pas se syndiquer dans les hôtels phares de Marriott.
En janvier 2014, Marriott acquiert 108 hôtels en Afrique à Protea Hospitality pour 186 millions de dollars.
En juin 2014, Marriott annonce son intention de se doter de 200 nouveaux hôtels de luxe au cours des 3 années à venir. Le coût de l'opération est évalué à 15 milliards de dollars.
Le 16 novembre 2015, Marriott fait une proposition de rachat de Starwood Hotels & Resorts Worldwide pour la somme de 12,2 milliards de dollars US ce qui en ferait le plus gros groupe hôtelier mondial, avec 5 500 hôtels et près de 1,1 million de chambres. En mars 2016, un consortium d'invertisseur chinois mené par Anbang annonce une offre de 12,8 milliards sur Starwood Hotels & Resorts Worldwide. Le même mois, Marriott augmente son offre à 13,6 milliards de dollars, puis Anbang augmente à son tour son offre à 14 milliards de dollars, avant d'abandonner son offre juste après.
En avril 2018, Marriott annonce l'acquisition d'ILG, entreprise spécialisée dans la location en temps partagé, pour 4,7 milliards de dollars.
En juillet 2019, le groupe est condamné au Royaume Uni par l'ICO - l'équivalent de la CNIL en France - à une amende de 99 millions de livres sterling, soit environ 124 millions de dollars, en raison d'une violation du règlement général de protection des données européen (le RGPD). Cette sanction fait suite à la perte déclarée trop tardivement des données personnelles de 500 millions de clients à travers le monde par sa filiale Starwood Hotels. Un recours collectif, toujours au Royaume Uni, suivra en août 2020.
La chaîne hôtelière annonce en 2020 cesser ses activités à Cuba à la suite de la décision du gouvernement américain de ne pas renouveler sa licence pour travailler dans l'ile.
En 2022, la propriétaire de l’hôtel Mint en Thaïlande a poursuivi Marriott en justice, alléguant que Marriott gérait son hôtel de manière discriminatoire et de mauvaise foi, et favorisait les concurrents, puisque Marriott proposait d'autres chambres pour un montant 60 % plus élevé que le prix des chambres de l'hôtel, causant ainsi de lourdes pertes aux propriétaires de l'hôtel Mint.
En 2023, une enquête pénale a été ouverte contre la société Marriott en Pologne. Mariott est accusée d’avoir agi de manière frauduleuse et malhonnête à l'encontre de la société Lim, propriétaire d’un hôtel à Varsovie, pendant la période du Covid. Marriott n’a pas assuré l’entretien de l'hôtel, par conséquent, les coûts d'entretien de l'hôtel vide ont finalement été imputés à la société Lim. En parallèle, Marriott a empêché la société Lim de louer l'hôtel à la caisse de santé nationale pour loger des médecins, et la conclusion d’accords publicitaires, tant que la société Lim ne verserait pas à Marriott des primes qui ne lui étaient pas dues.

## Chiffre d'affaires
Pour sa part, le chiffre d'affaires s'établit à 1,46 milliard de dollars au deuxième trimestre 2020 (-72% sur un an), ce qui se révèle inférieur aux prévisions du marché (1,68 milliard).[réf. nécessaire]
"Alors que notre activité continue d'être profondément touchée par la crise du Covid-19, nous constatons des signes constants de retour de la demande ", a plaidé Arne M. Sorenson, le PDG de Marriott International.

## Marques

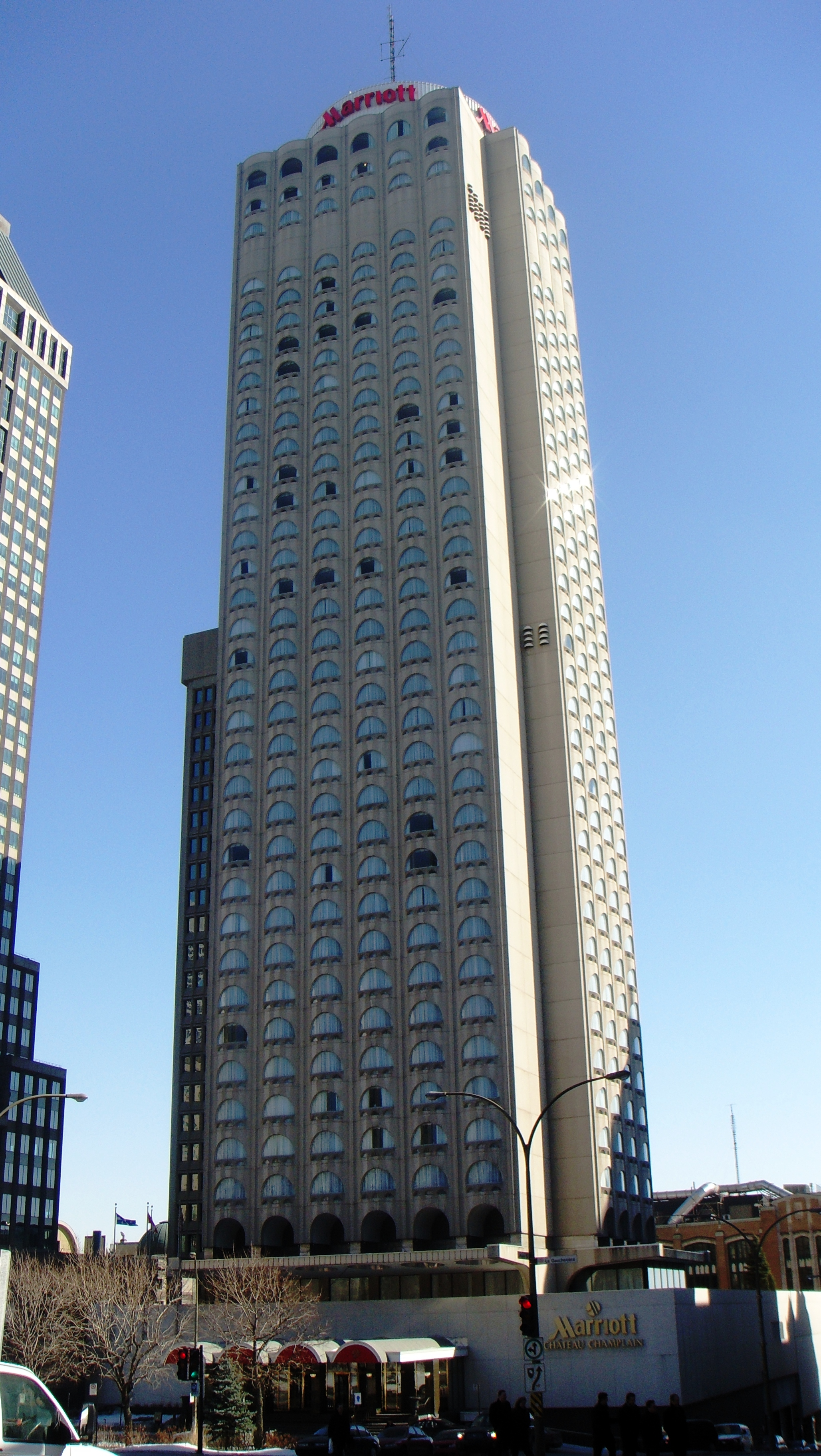
Marriott Château Champlain à Montréal

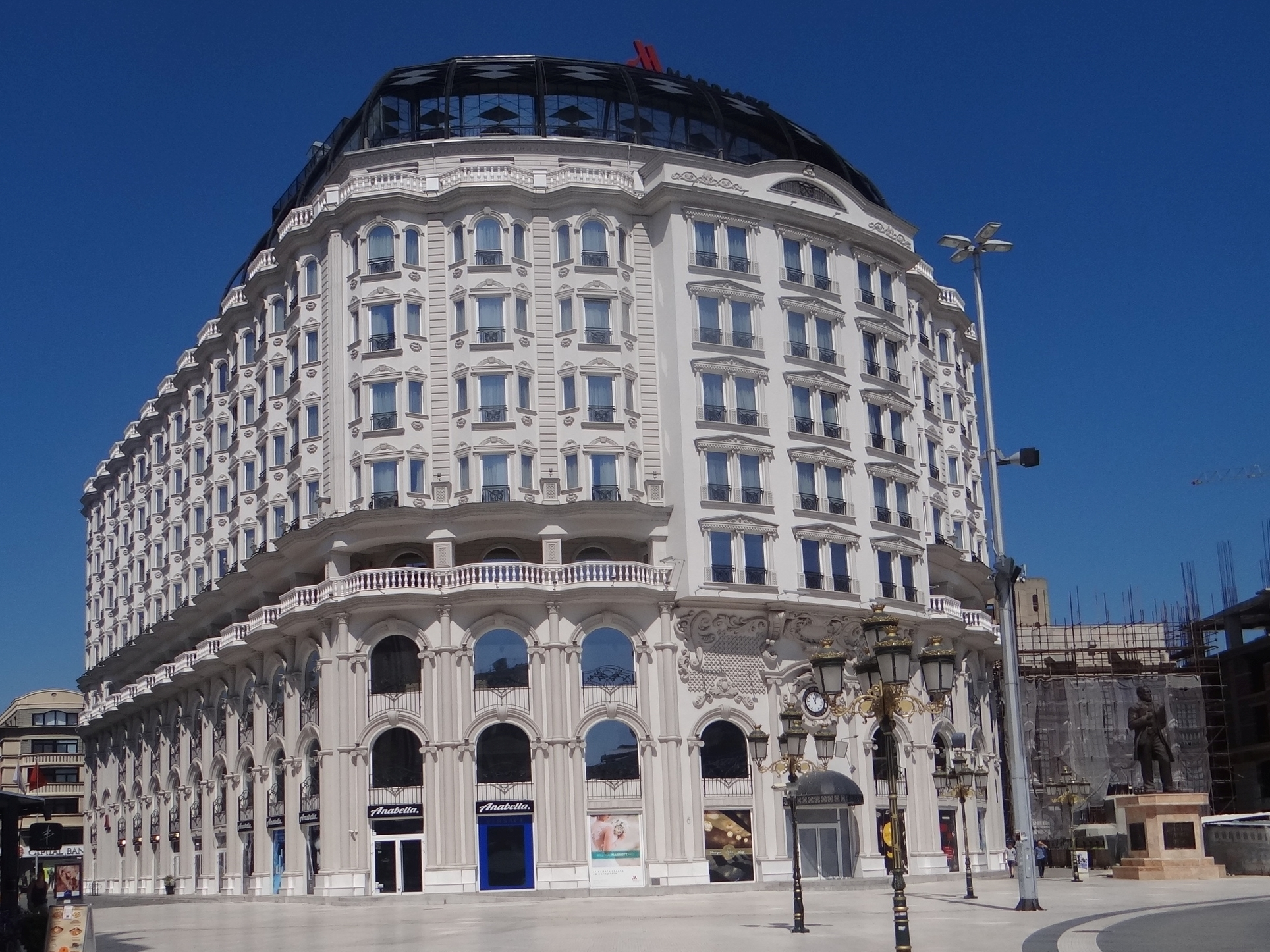
Skopje Marriott Hotel à Skopje en Macédoine du Nord

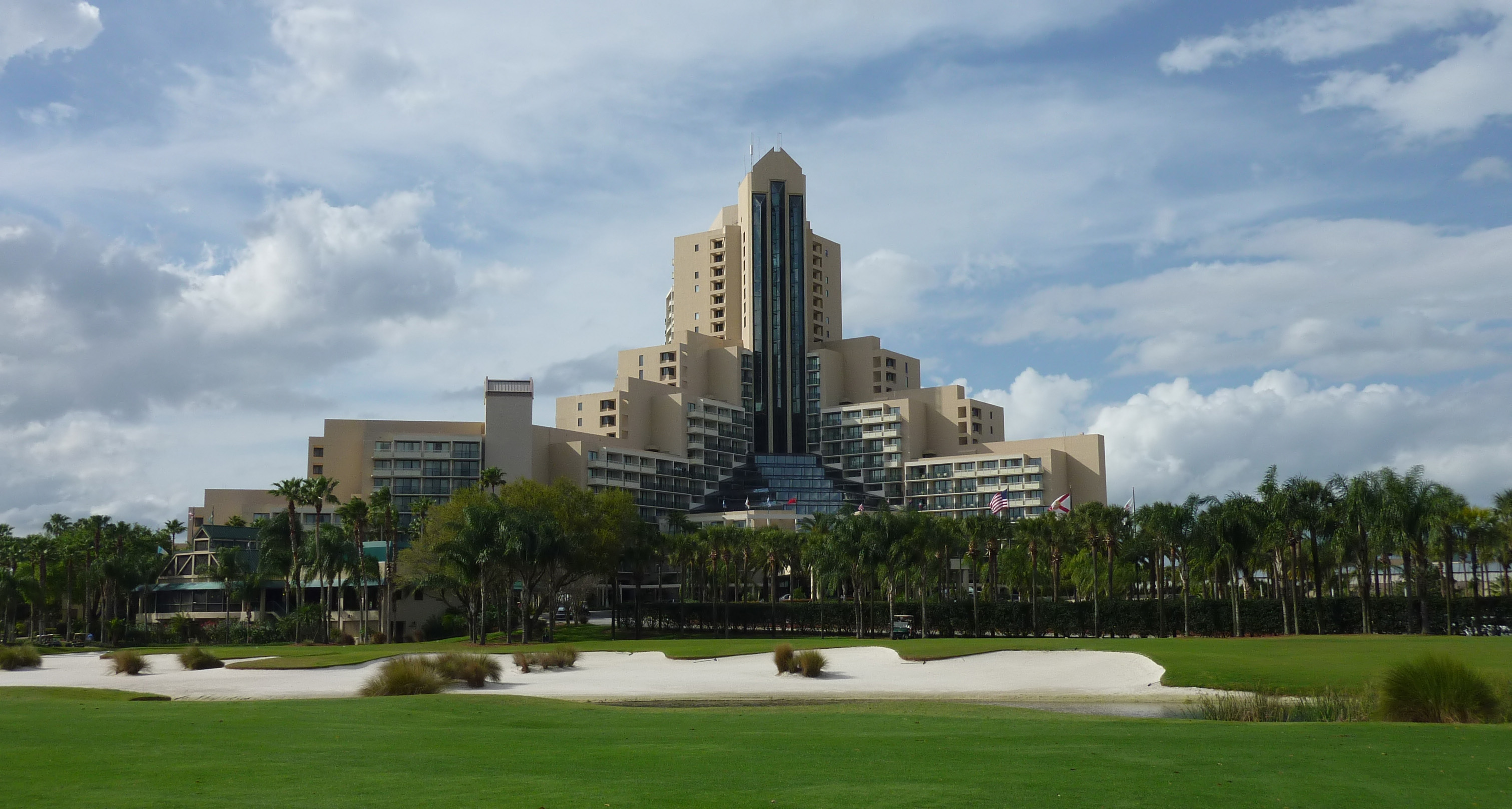
Orlando World Center Marriott à Orlando

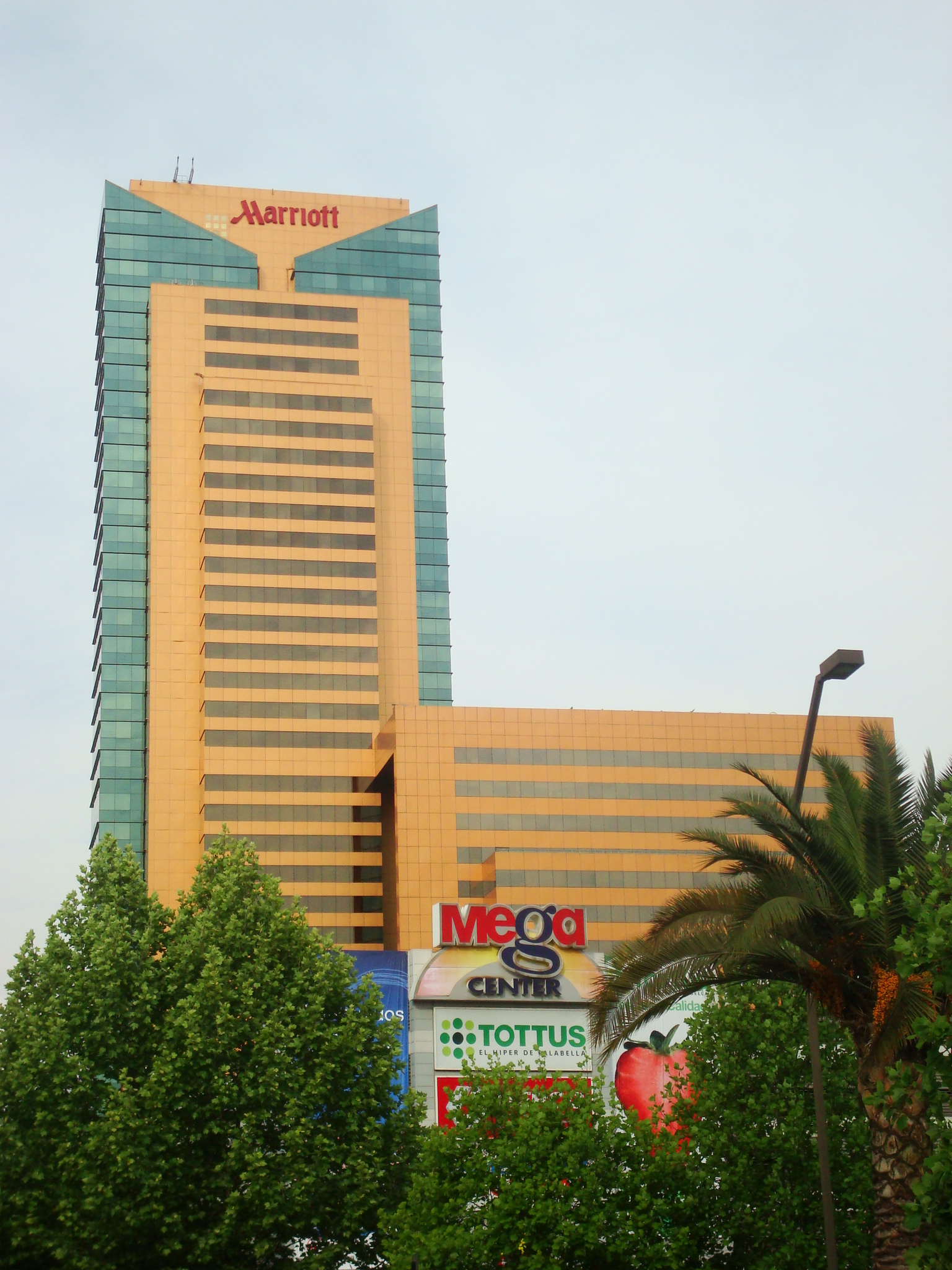
Hotel Marriott Santiago de Chile à Santiago au Chili

En 2022, près de 2053 établissements hôteliers opèrent sous ses différentes marques.
- Marriott Hotels & Resorts
- JW Marriott Hotels & Resorts
- Renaissance Hotels & Resorts
- AC hotels by Marriott
- Courtyard by Marriott
- Residence Inn by Marriott
- Fairfield Inn by Marriott
- Marriott Conference Centers
- TownePlace Suites by Marriott
- SpringHill Suites by Marriott
- Marriott Vacation Club Internation (MCVI) (timeshares)
- Horizons by Marriott Vacation Club (timeshares)
- The Ritz-Carlton Hotel Company L.L.C.
- The Ritz-Carlton Club
- Marriott ExecuStay
- Marriott Executive Apartments
- Marriott Grand Residence Club
- Bulgari Hotels & Resorts (two luxury hotel & resort properties)
- Sheraton Hotels & Resorts (anciennement Starwood Hotels)
- Le Méridien (anciennement Starwood Hotels)

## Quelques hôtels importants
en Amérique du Nord :
- Marriott Québec, Québec, Canada
- Marriott Chateau Champlain, Montréal, Canada, 1967
- Delta Bessborough, Saskatoon, Canada
- Marriott Pinnacle Hotel, Vancouver, Canada, 2000
- Boston Marriott Copley Place, Boston, États-Unis, 1984
- New York Marriott East Side, New York, États-Unis
- Marriott Renaissance Center, Detroit, États-Unis, 1977
- JW Marriott Hotel New Orleans, La Nouvelle-Orléans, États-Unis, 1984
- Marriott Hotel and Marina Tower, San Diego, États-Unis, 1984
- Marriott Marquis Hotel, Atlanta, États-Unis, 1985
- New York Marriott Marquis, New York, États-Unis, 1985
- Marriott Rivercenter, San Antonio, États-Unis, 1988
- San Francisco Marriott, San Francisco, États-Unis, 1989
- New York Marriott Downtown, New York, États-Unis, 1991
- Cleveland Marriott Downtown at Key Center, Cleveland, États-Unis, 1991

en Amérique du Sud :
- Hotel Marriott Santiago de Chile, Santiago, Chili, 1999

en Europe :
- JW Marriott Cannes, Cannes, France, 2011
- Centrum LIM - Hotel Marriott, Varsovie, Pologne, 1989
- Hotel Marriott Lisbonne, Lisbonne, Portugal
- Marriott Hotel Asia, Istanbul, Turquie, 2007
- Lyon Marriott Hotel Cité Internationale, Lyon, France
- Skopje Marriott Hotel, Skopje, Macédoine du Nord, 2016

en Asie et en Océanie :
- Weligama Marriott resort and spa, Weligama, Sri Lanka
- JW Marriott Absheron Baku Hotel, Bakou, Azerbaidjan, Ouverture 1985 (reconstruction en 2009)
- Marriott Hotel Erbil, Erbil, Irak (Kurdistan), 2016
- JW Marriott Macau, Macao, Chine, 2015
- JW Marriott Marquis Dubai, Dubai, Emirats Arabes Unis, 2012
- JW Marriott Hong Kong, Hong Kong, Chine, 1988
- JW Marriott Chongqing, Chongqing, Chine, 1999
- Shenyang Marriott Hotel, Shenyang, Chine, 1999
- Guangzhou Marriott Hotel Tianhe, Guangzhou, Chine, 2004
- Tomorrow Square, Shanghai, Chine, 2003
- Shanghai Marriott Hotel, Shanghai, Chine, 2010
- Marriott Hotel Suzhou, Suzhou, Chine, 2003
- Marriott Hotel Xiaogan, Xiaogan, Chine, 2013
- JW Marriott Hotel Seoul, Seoul, Corée du sud, 1999
- Marriott Mayfair Executive Apartments, Bangkok, Thaïlande, 2002
- Marriott Bangkok Sukhumvit, Bangkok, Thailande, 2013
- JW Marriott Hotel Kuala Lumpur, Kuala Lumpur, Malaisie, 1996
- JW Marriott Jakarta, Jakarta, Indonésie, 2001
- Medan JW Marriott Hotel, Medan, Indonésie, 2008
- Méridien, Nouméa, Nouvelle-Calédonie
- Méridien, Île des Pins, Nouvelle-Calédonie

Dans les Caraïbes :
- Marriott Hotel, Port-au-Prince , Haïti, 2015

en Afrique :
- Renaissance Tlemcen Hotel, Tlemcen, Algérie, 2011
- Constantine Marriott Hotel, Constantine, Algérie, 2015
- Mariott  Jnane palace , Fès., Maroc  2016
- Mariott  Hotel , Rabat , Maroc  2015
- Marriot Hotel , Casablanca , Maroc  2015
- Kigali Marriott Hotel, Kigali, 2017
- Marriott Hotel , Tunis , Tunisie  2019